# Hieracium calenduliflorum
Hieracium calenduliflorum es una especie de planta con flor del género Hieracium, de la familia Asteraceae, orden Asterales.

## Distribución
Hieracium calenduliflorum se distribuye por Escocia.

## Taxonomía
Fue descrita científicamente por Backh. fil. Fue publicada en Monogr. Brit. Hierac.: 23 (1856).